# بورگوندی‌ها
بورگوندی‌ها یکی از تیره‌های ژرمن بودند که پس از فروپاشی امپراتوری روم غربی به این سرزمین آمدند. در ۴۱۱ میلادی آنان از رود راین گذشتند و در ورمز یک پادشاهی را پایه‌ریزی نمودند. آن‌ها در میانه زد و خوردهای میان رومیان و هون‌ها سرزمینی را به چنگ آوردند، که امروزه در مرز میان سه کشور سوئیس، ایتالیا و فرانسه است. در سال ۵۳۴ فرانک‌ها گودومار، واپسین شاه بورگوندی را شکست دادند و این سرزمین را به سرزمین در حال گسترش خود ضمیمه کردند. بورگوندی‌ها نام شان را بر سرزمین بورگوین گذاردند.

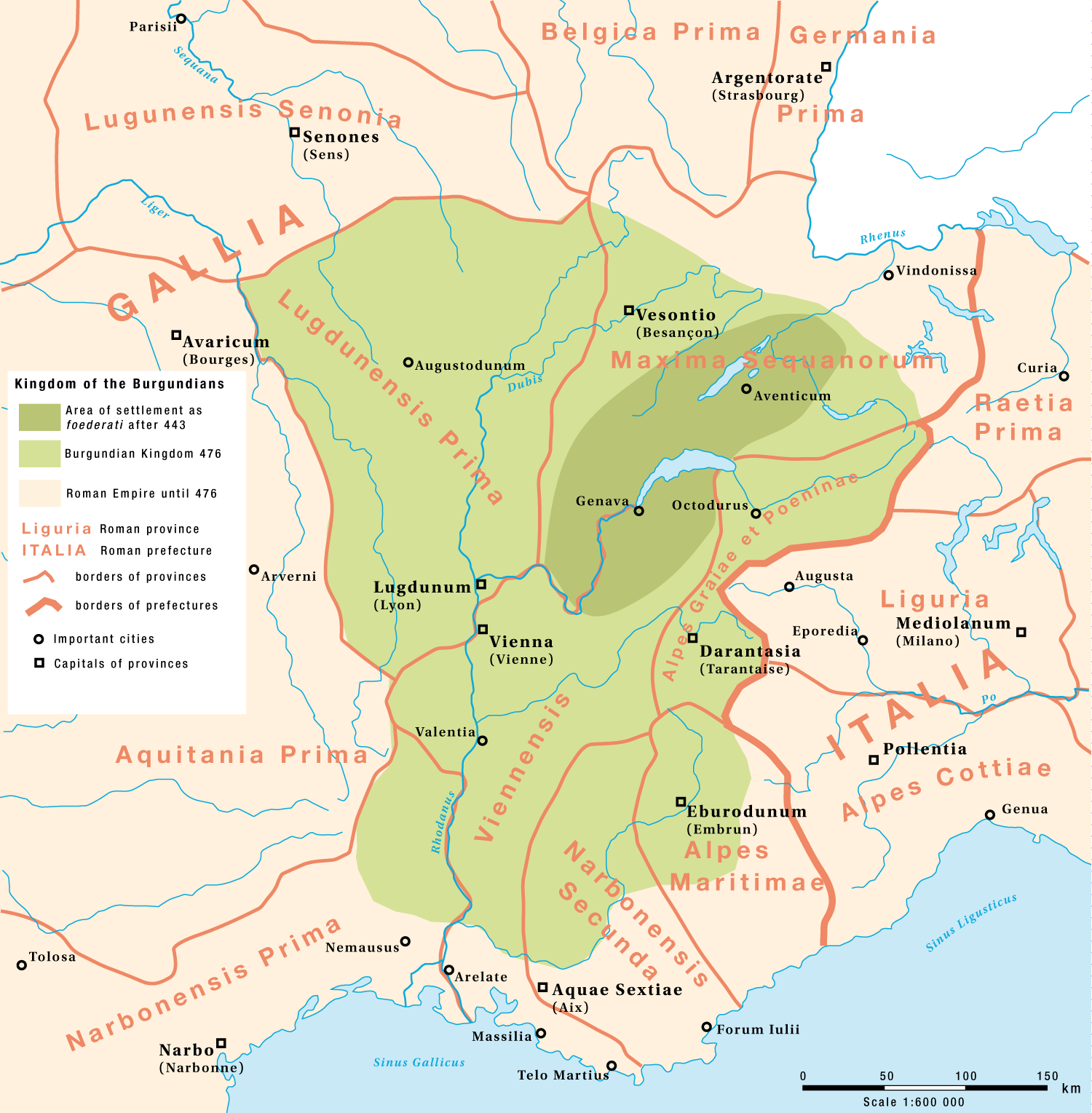
پادشاهی بورگوندی‌ها بین سالهای ۴۴۳ تا ۴۷۵ میلادی

## خاستگاه
خاستگاه و منشأ بورگوندی‌ها در هالهٔ ابهام قرار دارد. تاسیتوس، مورخ رومی که در بارهٔ قبایل ژرمن آن سوی کرانه‌های رود راین در پایان سده اول (میلادی) نوشتجاتی دارد، متأسفانه به این مردمان اشاره‌ای نکرده‌است و ما اطلاعاتی قطعی از آن‌ها در پیش از این تاریخ نداریم. در منابع کلاسیک متأخر و منابع آغازین سده‌های میانه، خاستگاه‌شان جزیره برنهلم در دریای بالتیک معرفی شده‌است. اما امروزه محققان در این باره به دیده تردید می‌نگرند، و کوشش‌هایشان برای اثبات کوچ فرضی بورگوندی‌ها از اسکاندیناوی به سرزمین اصلی در سده اول پیش از میلاد براساس شواهد باستانشناسی، هنوز ناموفق بوده‌است. 
گزارش شده‌است که بورگوندی‌ها در قرن دوم بعد از میلاد در منطقه‌ای مابین رودخانه‌های ویستولا و اودر واقع در غرب لهستان امروزی می‌زیستند. پس از آن گاهی اوقات به سمت غرب می‌کوچیدند، و در سده سوم (میلادی) به ناحیه‌ای در بالادست و میانهٔ رودخانه ماین در جنوب غربی آلمان رسیدند.

## زبان
صفحه اصلی: زبان بورگوندی